# FIH-Weltrangliste
Die FIH-Weltrangliste ist ein Ranking-System für die Hockey-Nationalmannschaften. Sie wird vom Hockey-Weltverband Fédération Internationale de Hockey (FIH) erstellt und berücksichtigt das Abschneiden der einzelnen Nationalmannschaften in den letzten vier Jahren. Die FIH und die Kontinentalverbände (z. B. die EHF) verwenden die Weltrangliste um die Gruppen bei internationalen Wettbewerben und deren Qualifikationsturnieren einzuteilen. 

## Weltrangliste
Seit 2003 führt die FIH Ranglisten der Nationalmannschaften. In die Wertung floss zunächst das zeitlich gewichtete Abschneiden der letzten vier Jahre bei den großen internationalen Turnieren ein: Olympische Spiele, Weltmeisterschaften, Champions Trophy bzw. Challenge und Kontinentalmeisterschaften. 2008 wurden weitere Turniere, insbesondere die Qualifikationsturniere für die Olympischen Spiele und die Weltmeisterschaften, in die Wertung einbezogen. Das aktuelle Jahr wird zu 100 % berücksichtigt, die Jahre davor zu 75 %, 50 % bzw. 25 %. Die Aktualisierung wurde ca. 4 Mal jährlich jeweils nach den großen Turnieren vorgenommen. Zum 1. Januar 2020 wurde das Wertungssystem geändert. Es basiert nun auf dem Elo-System. Bei jedem Länderspiel, das im FIH-Turnierverwaltungssystem erfasst wird, werden Ranglistenpunkte zwischen den teilnehmenden Mannschaften ausgetauscht. Die Anzahl der ausgetauschten Punkte richtet sich nach dem Spielergebnis (Sieg, Niederlage, Sieg/Niederlage im  Penaltyschießen oder Unentschieden), der relativen Differenz der Ranglistenpunkte der Mannschaften vor dem Spiel und der Art des Spiels.
Großbritannien wird in der Weltrangliste nicht geführt, da es nur zu Olympischen Spielen antritt. Die dort erworbenen Punkte werden anteilig England, Schottland und Wales gutgeschrieben.

### Feldhockey
Die Angaben (Stand: 12. Juli 2025) beschränken sich auf die Ränge 1–20 sowie deutschsprachige Länder.
| Platz | Nationalmannschaft | Punkte  |
| ----- | ------------------ | ------- |
| 1     | Niederlande        | 3381,86 |
| 2     | Deutschland        | 3076,15 |
| 3     | Belgien            | 3036,32 |
| 4     | Spanien            | 2883,41 |
| 5     | England            | 2874,27 |
| 6     | Australien         | 2857,27 |
| 7     | Argentinien        | 2801,94 |
| 8     | Indien             | 2733,01 |
| 9     | Neuseeland         | 2171,55 |
| 10    | Frankreich         | 2158,65 |
| 11    | Irland             | 2125,07 |
| 12    | Malaysia           | 1961,80 |
| 13    | Südkorea           | 1954,60 |
| 14    | Südafrika          | 1948,09 |
| 15    | Pakistan           | 1939,33 |
| 16    | Ägypten            | 1860,97 |
| 17    | Wales              | 1840,73 |
| 18    | Japan              | 1781,86 |
| 19    | Österreich         | 1780,66 |
| 20    | Schottland         | 1715,64 |
| …     |                    |         |
| 41    | Schweiz            | 1115,19 |

| Platz | Nationalmannschaft | Punkte  |
| ----- | ------------------ | ------- |
| 1     | Niederlande        | 3681,77 |
| 2     | Argentinien        | 3220,83 |
| 3     | Belgien            | 3026,59 |
| 4     | China              | 2813,01 |
| 5     | Australien         | 2724,34 |
| 6     | Deutschland        | 2630,99 |
| 7     | Spanien            | 2584,60 |
| 8     | England            | 2480,51 |
| 9     | Indien             | 2242,62 |
| 10    | Neuseeland         | 2152,50 |
| 11    | Irland             | 2105,07 |
| 12    | Chile              | 2033,26 |
| 13    | Japan              | 2029,56 |
| 14    | USA                | 1982,69 |
| 15    | Schottland         | 1813,36 |
| 16    | Südkorea           | 1793,33 |
| 17    | Frankreich         | 1606,63 |
| 18    | Italien            | 1577,76 |
| 19    | Kanada             | 1549,40 |
| 20    | Belarus            | 1503,29 |
| …     |                    |         |
| 35    | Österreich         | 1062,87 |
| …     |                    |         |
| 43    | Schweiz            | 925,00  |

### Hallenhockey
Die Angaben (Stand: 27. Juni 2025) beschränken sich auf die Ränge 1–20 sowie deutschsprachige Länder. 
| Platz | Nationalmannschaft  | Punkte  |
| ----- | ------------------- | ------- |
| 1     | Österreich          | 2250,00 |
| 2     | Deutschland         | 1950,00 |
| 3     | Belgien             | 1825,00 |
| 4     | Iran                | 1787,50 |
| 5     | Australien          | 1613,00 |
| 6     | Südafrika           | 1441,00 |
| 7     | Polen               | 1387,50 |
| 8     | Namibia             | 1075,00 |
| 9     | Argentinien         | 1025,00 |
| 10    | Tschechien          | 837,50  |
| 11    | Kroatien            | 800,00  |
| 12    | Malaysia            | 700,00  |
| 13    | Schweiz             | 675,00  |
| 14    | Trinidad und Tobago | 660,00  |
| 15    | USA                 | 653,00  |
| 16    | Kasachstan          | 600,00  |
| 16    | Niederlande         | 600,00  |
| 18    | Neuseeland          | 570,00  |
| 19    | Spanien             | 500,00  |
| 20    | Portugal            | 400,00  |

| Platz | Nationalmannschaft | Punkte  |
| ----- | ------------------ | ------- |
| 1     | Österreich         | 1900,00 |
| 2     | Tschechien         | 1812,50 |
| 3     | Polen              | 1775,00 |
| 4     | Deutschland        | 1700,00 |
| 5     | Belgien            | 1425,00 |
| 6     | Australien         | 1350,00 |
| 7     | USA                | 1300,00 |
| 8     | Namibia            | 1259,50 |
| 9     | Südafrika          | 1225,00 |
| 10    | Ukraine            | 975,00  |
| 11    | Niederlande        | 950,00  |
| 12    | Thailand           | 925,00  |
| 13    | Neuseeland         | 840,00  |
| 14    | Kasachstan         | 672,00  |
| 15    | Spanien            | 600,00  |
| 16    | Schweiz            | 562,50  |
| 17    | Kroatien           | 500,00  |
| 18    | Kanada             | 413,00  |
| 19    | Türkei             | 375,00  |
| 20    | Irland             | 350,00  |